# Kádiszíjai csata
A kádiszíjai csata a muzulmán arab hadsereg és a perzsa Szászánida-dinasztia serege között zajlott 636-ban, a muszlim terjeszkedés első időszakában. Az arab győzelemmel végződő ütközet döntő jelentőségűnek bizonyult, és Perzsia arab meghódításához vezetett. Meghatározó eseménynek tekinthető az iszlám vallás perzsiai elterjesztésében is, és ez volt a kulcs az iszlám térnyeréséhez Irakban. A csatát III. Jazdagird perzsa uralkodó és Hérakleiosz bizánci császár állítólagos szövetségének is tekintették, mivel Herakleiosz idősebb leányát, Manyanht a szövetség szimbólumaként feleségül adta III. Jazdagirdhez.

## Előzmények
Mohamed próféta idejében Perzsiát a Szászánida-dinasztia kormányozta.
Ekkor a dinasztia 22. uralkodója II. Huszrau (ur. 590-628) volt a király, aki leginkább mint a Parvez „a mindig győző” néven ismert.
II. Huszrau névlegesen kedvelte a keresztényeket, de háborút indított a bizánciak ellen, hogy megtorolja Maurikiosz halálát, akit 602-ben Phocas meggyilkolt.
Így a perzsa seregek betörtek bizánci területre és elfoglalták Szíriát, Egyiptomot és Anatóliát, és diadalmenetben vitték el az „Igaz Keresztet”.
Ez a vereség és a rómaiak végső győzelme a Koránnak a Rómaiak című szúrájában meg volt jósolva:
A Római Birodalom vereséget szenvedett egy országban, de ők vereségük után néhány éven belül hamarosan győztesek lesznek. Allahnál a döntés, a múltban és a jövőben: azon a napon a hívők örvendezni fognak Allah segítségével. Ő segít annak, akinek akar és ő hatalmas, a legirgalmasabb. Ez Allah ígérete. Allah soha nem szegi meg az ő ígéretét; de a legtöbb férfi nem érti.
I. Hérakleiosz, aki 610-ben Phocast követte a trónon, s a Bizánci Birodalom egyesítése után háborút kezdett. Sikeres ellentámadást indított, hogy visszaszorítsa a Szászánida Birodalmat az elvesztett területekről és megverte a perzsákat az utolsó, döntő ütközetben Ninive-nél, és előrenyomult Ktésziphón felé. A békeszerződésben úgy állapodtak meg, hogy az „Igaz Kereszt” visszakerül Hérakleioszhoz és minden bizánci terület, amit a perzsák elfoglaltak, kiürítésre kerül.

### Belső örökösödési harcok
II. Huszraut a fia, II. Kavád 629-ben, a palotájában megölte, s a Perzsa Birodalom a látszólagos nagyságból, melyet 10 évvel korábban elért, a reménytelen anarchiába süllyedt.
Kavád kivégeztette 18 fiútestvérét, és alkudozásokba kezdett Hérakleiosszal, de néhány hónapi uralkodás után meghalt. Ezután III. Ardasír, II. Kavád fia 7 évesen lépett a trónra, őt 18 hónappal később saját tábornoka, Sarbaraz gyilkolta meg. A tábornok valódi neve Farrokhan volt, a Sarbaraz név a címét jelentette. A szó jelentése: „A Birodalom vadkanja”, ami bizonyította ügyességét a katonai vezetésben és utalt háborút kedvelő személyiségére. A vadkan a zoroasztriánus jelképek között a győzelmet jelenti.
Sarbaraz volt az, aki a Bizánci Birodalomtól 613–614-ben elfoglalta Damaszkuszt és Jeruzsálemet, illetve a bizánci–perzsa háború idején diadalmenetben elvitte az „Igaz Keresztet”. A perzsa kapitulációt követően Sarbaraz erősen benne volt a Szászánida-udvar intrikáiban. Ő kötötte meg a békét Hérakleiosszal és visszajuttatta neki az ’Igaz Kereszt”-nek elfogadott ereklyét. 630. áprilisában nem sikerült neki a Chorpan Tarkhan vezette kazár-türk seregekkel elfoglalnia Arméniát.
630.június 9-én Sarbarazt megölték és Burandukht követte a hatalomban. Boran vagy pontosabban Purandokht II. Huszrau szászánida király (590-628) lánya volt. Ő volt az egyike annak a két asszonynak, akik a Szászánida-dinasztia trónján ültek ( a másik az ő nővére Azarmidokht volt). Ő volt a 26. perzsa nagykirály 629 és 631 között.
Amikor Purandokht azzal a feltétellel trónra lépett – Sarbaraz meggyilkolása után, aki a Purandokht unokaöccsét, III. Ardasírt gyilkolta meg – hogy lemond a trónról III. Jazdagird javára, ha az kerül többségbe. Megkísérelt stabilitást teremteni a birodalomban. A stabilitás létrejött a Bizánci Birodalommal kötött békeszerződés által, a birodalomban a törvényesség helyreállt, megvalósult az infrastruktúra rekonstrukciója, az adókat csökkentették, bevezették a pénzverést. Ő volt az, aki Rostam Farrokhzad-ot a perzsa hadsereg parancsnokának jelölte. Nagyon szerencsétlen kísérletet tett a központi hatalom helyreállítására, ami jelentősen meggyengült a polgárháborúk miatt, majd hamarosan lemondott vagy meggyilkolták.
Purandokhtot nővére Azarmidokht távolította el, akit a perzsa udvar egy nemese, VI. Hurmuz váltott le. Őt követte III. Jazdagird, aki 16 évesen lett uralkodó, nagyapjának, II. Huszraunak a meggyilkolását követő 5 évig tartó belső küzdelem után. De az állam valódi pillérei Rostam Farrokhzad és Firoz tábornokok voltak.
Ámbár, heves súrlódás volt kettőjük között, ez egyelőre a perzsa udvaroncok nyomására a színfalak mögött maradt. III.Jazdagird megkoronázása új életet lehelt a perzsa Szászánidákba.

### A kalifátus felemelkedése és az iraki invázió
Mohamed próféta után, Abu Bakr kalifa megszerezte az ellenőrzést Arábia felett és hadjáratot indított a Szírában és Palesztinában maradt arabok ellen, nem bizonyos, vajon szándékában állt-e egy egész sor birodalom meghódítása, de előidézte azt a mozgalmat, ami néhány évtized múlva a legnagyobb birodalmat formálhatta a világon ebben az időben.
Ily módon a keletkező iszlám birodalom összeütközésbe került Bizánccal és a Szászánida Birodalommal, amelyek évszázadokon keresztül harcoltak egymással e területekért.
A háborúk hamarosan hódító háborúkká váltak, s a Bizánci Birodalom 80%-ának elfoglalását és a Szászánida Birodalom bukását eredményezték. Bár a Szászánidák még tanúsítottak ellenállást egy ideig.
Meggyőződve a győzelemről, Abu Bakr két intézkedést hozott: a hódító sereget teljes egészében önkéntesekből állította fel és parancsnokának legjobb tábornokát, Khalid ibn al-Walidot tette meg. A muszlim tábornok soha nem vesztett csatát és a próféta az „Allah kardja” címet adta neki. Khalid négy egymást követő csatában gyors győzelmeket aratott. 633 áprilisában Kuvaitban a „láncok csatájában”, ugyanennek a hónapnak a 3. hetében Mezopotámiában a „folyóért folytatott csatában” , majd májusban a „walajai csatában”, aztán ezt követően a hónap közepén a döntő ullaisi ütközetben.
A Perzsa Birodalom eleddig derekasan küzdött, de 633 májusának utolsó hetében a „hirai-csata” után az iraki tartományi főváros Hira is muzulmán kézre került. Ezt követően 633. június-júliusban az erős ellenállást tanúsító Al-Anbar városát is meghódították az arabok. Khalid ezután dél irányban tovább nyomult és 633. július végén elfoglalta Ein ul Tamr városát. 633 novemberében Khalid visszaverte a perzsa ellentámadást és decemberben a moszlim erők elérték Firazt, ahol a firazi csatában legyőzték a Szászánidák, a bizánciak és a keresztény arabok egyesített hadseregét. Ez volt Khalid utolsó csatája Irak meghódításában. 633 végére az arabok Ktésziphón kivételével egész Irakot elfoglalták. A nyugati fronton azonban megváltozott a helyzet. Szíriában és Palesztinában közvetlen érintkezés jött létre a bizánci erőkkel és emiatt Khalid serege felével odament. Nem sokkal ezután, 634 augusztusában meghalt Abu-Bakr, akit Omar ibn Al-Hattab kalifa követett a trónon. Az Irakban lévő muzulmán csapatok kevésnek bizonyultak ahhoz, hogy ellenőrizzék a régiót. Így Khalid pusztító inváziója után a perzsák időt nyertek a talpra álláshoz. A politikai bizonytalanság Ktésziphonban egyébként teljes volt. Mégis a perzsák megerősödtek, több csapatot összevontak és ellentámadást készítettek elő. Musanna ibn Haris, aki az Irakban állomásozó arab erők új parancsnoka volt, csapatait az előretolt helyőrségekből visszavonta és kiürítette Hira városát. Ezután visszavonult az Arab-sivatag közelébe. Közben Omár erősítést küldött Medinából Abu Ubaid parancsnoksága alatt.
Az erősítés 634 októberében érkezett meg Irakba és Abu Ubaid átvette a parancsnokságot, majd legyőzte a Szászánidákat a namaraqi csatában, a mai Kúfa mellett. Ezután a kaskarhei csatában győzött és ellenállás nélkül visszafoglalta Hirát. A perzsák azonban egy újabb ellentámadást indítottak és a „hídi csatában” a muszlimok súlyos veszteségeket szenvedtek, s Abu Ubaid is elesett. A sereg parancsnokságát Musanna vette át és a megmaradt mintegy 3000 emberrel visszavonult és átkelt az Eufráteszen. A perzsa parancsnok, Bahman elhatározta, hogy Perzsián kívül is üldözi az arabokat, de szándékáról kénytelen volt lemondani, mivel Rostum visszarendelte Ktésziphonba, hogy segítse az ellene irányuló lázadást leverni. Musanna visszavonult Arábia határára és erősítést hívott. Miután megfelelő erősítést kapott újra harcba indult és az Eufrátesz nyugati partján táborozott le, ahol azonban a perzsák meglepték és legyőzték.

### A perzsa ellentámadás
Khalid ezután Irakból Szíriába vonult, így az Eufrátesz és a Tigris közötti termékeny terület katonailag és politikailag instabil lett. Időnként a perzsák, időnként az arabok gyakoroltak ellenőrzést felette. A bizonytalanság akkor szűnt meg, amikor III. Jazdagird konszolidálta a hatalmát és szövetséget kötött Hérakleiosz bizánci császárral 635-ben annak érdekében, hogy egy hatalmas ellentámadást indítson. Hérakleiosz a lányát feleségül adta III. Jazdagirdhez, ezzel a régi római hagyomány szerint megpecsételve a szövetséget. Ezután Hérakleiosz egy jelentős offenzívát kezdett Levantében. Ezalatt III. Jazdagird elrendelte a visszavonulást Irakból, s hatalmas haderőt vont össze. Az volt az elgondolás, hogy jól összehangolt támadásokkal semmisítik meg a közös ellenség, Omár kalifa erőit.
Amikor azonban 636 májusában Hérakleiosz megindította a támadását, ezt nem tudta koordinálni III. Jazdagirddel és a terv összeomlott. Omár állítólag értesítést kapott a szövetségről, így saját tervet dolgozott ki annak meghiúsítására. Először a bizánciakkal akart leszámolni, majd a Jarmúknál lévő csapatokat akarta megerősíteni. 6000 katonát küldött kis egységekben azt a látszatot keltve, mintha folyamatos lenne az utánpótlás. Eközben megtévesztésül alkudozásba kezdett III. Jazdagirddel, elrendelve Szaad ibn Abi Vakkásznak, hogy próbálja meg a perzsát az iszlám hitre téríteni. Hérakleiosz ugyanekkor tábornokának, Vahannak azt az utasítást küldte, hogy addig ne támadja meg a moszlimokat, amig ő erre nem ad parancsot. A Medinából érkező egyre több erősítéstől és a muzulmánok növekvő erejétől tartva, a bizánciak azonban úgy érezték, hogy támadniuk kell mielőtt az arabok túlságosan megerősödnének. A 636 augusztusában lezajlott jarmúki csatában aztán a bizánci császár hadserege mégis megsemmisült, s hatalma visszaszorult. III. Jazdagird viszont továbbra is az eredeti támadó tervet hajtotta végre, összevonva csapatait a főváros, Ktésziphon közelében. A hatalmas sereg a veterán tábornok, Rostam irányítása alatt volt és Ktésziphon mellett Sabat városában táborozott. Omár, mikor hírét vette az ellentámadás előkészítésének, parancsot adott Muthana-nak, hogy vonuljon vissza az Arab-sivatag széléig és hagyja el Irakot. A kivonulás Irakból tehát megismétlődött.

### Muzulmán előkészületek
Omár kalifa új sereget gyűjtött egész Arábiából és így hatalmas hadsereggel támadt újra Irakra. A sereget személyesen ő akarta vezetni, de tanácsadóira hallgatva a parancsnokságot végül Szaad ibn Abi Vakkászra, a Quraysh törzs egy fontos vezetőjére, Mohamed próféta unokatestvérére bízta. 636. májusában indult meg Szaad egy 4000 főt számláló hadsereggel Sisra melletti táborából (Medina közelében) és Irak felé vonulva Észak-Arábiában kellett csatlakoznia a többi arab sereghez. Mivel a hadviselésben kevésbé tapasztaltnak számított, a kalifától azt az utasítást kapta, hogy hallgasson a tapasztaltabb parancsnokok tanácsaira. Amint Szaad belépett Irakba, Omár parancsot adott neki, hogy álljon meg Kadiszijánál, ami egy kis város volt 30 mérföldre Kufahtól. A moszlim csapatok 636 júliusában táboroztak le Kadiszija mellett. Az egész hadjárat alatt Omár adott stratégiai utasításokat és parancsokat a seregnek. Omár győzni akart a perzsa fronton, de kevés katonája volt, ezért feloldotta a nem muzulmán, úgynevezett hitehagyott törzsekkel szembeni tilalmakat, melyeket Abu Bakr hozott ellenük, miután legyőzte őket a „riddai háborúban”. Ezek megtiltották e törzsek részvételét az államügyekben, így a hadseregben is. A tilalom feloldása után az arab sereg létszáma jelentősen megnőtt az egész Arábiából besorozott kontingensekkel kiegészülve, de kiképzése hiányos volt. Omár azonban nagyobb jelentőséget tulajdonított a stratégiai támogatás megszerzésének. A bizánci fronton történtekkel teljesen elégedett volt, hisz az ottani hadsereg jól kiképzett, veteránokból állt és Abu Ubaidah ibn al-Jarrah, valamint a katonai géniusz, Khalid ibn Walid vezette. Miután ez a sereg Jarmúknál döntő győzelmet aratott a bizánciak felett, Omár parancsot küldött Abu Ubaidnak, hogy egy veteránokból álló csapatot azonnal küldjön Irakba. Később egy 5000 jarmúki veteránból álló egységet is átirányítottak, ami a csata második napján érkezett meg és ez fordulópontnak bizonyult az ütközetben, melyben Omár kalifa és Rostam Farrokhzad helyett inkább helyetteseik Szaad és Rostam irányították a szemben álló csapatokat. Másrészt a Szászánida-hadsereg döntően újoncokból állt, hiszen reguláris erőik jórészt megsemmisültek már a „walajai-„ és az „ullaisi-csatában.

## A csata előtt

### A csatatér
Kadiszija egy kis város volt az Ateeq folyó nyugati partján, ami az Eufrátesz egyik mellékfolyója. Innen kb. 30 mérföldre nyugatra feküdt Al-Hira, az ókori Lakhmid-dinasztia fővárosa, délnyugatra a mai Irakban al-Hillah és Kufah településektől.

### A csatarend

A csatarend

Akár a thermopülai csatában, a kadiszijai csatában is erősen túlzóak a perzsa haderőre vonatkozó számadatok. Eredeti perzsa és moszlim források hiányában a lehetséges körülmények alapján csak becsülni lehet a Szászánida-hadsereg nagyságát. A mai feltételezések szerint a Szászánida-sereg 60 000, az araboké 30 000 fő körüli lehetett. Az arab sereg 30 000 fős létszáma már tartalmazza a csata második napján, Szíriából megérkező csapatokat is. A becslések a harcoló csapatok utánpótlási lehetőségein, a hadműveletek végrehajthatóságán alapulnak. A legtöbb történész egyetért abban, hogy a perzsa sereg szövetségeseivel együtt számbelileg felülmúlta az arabokat.

### A Szászánida perzsa sereg
A perzsa sereg 636 júliusában érte el Kadisziját és tábort vert az Ateeq-folyó keleti partján. A megerősített tábor valószínűleg körös-körül jól védhető helyen volt. A folyón az egyetlen átkelő egy erős híd volt a perzsák fő táborához, s emellett csónakok álltak rendelkezésre tartalékul. A mintegy 60 000 fős sereg a következő fegyvernemekből állt: gyalogság, a kataphraktosz néven ismert, lándzsás nehéz lovasság, a „Clibanarii” nehéz lovasság, ami buzogányokkal volt felfegyverezve és az elefántokból álló hadtest, ami indiai hadtestként is ismert. Az elefántokat Perzsia indiai tartományában idomították és onnan szállították a csatatérre. A perzsa sereg 636. november 16-án átkelt az Ateeq nyugati partjára, hogy csatát kezdjen. Rostam a 45 000 főből álló gyalogságát 4 oszlopban állította csatarendbe, egymástól 150 méter távolságban. A 15 000 fős lovasságot ugyanígy négy részre osztotta, s őket akarta felhasználni tartalékként az ellentámadáshoz, illetve az offenzívához. A jelen lévő 33 elefánt szinten szétosztásra került a négy seregtest között. A frontvonal mintegy 4 km hosszú volt. A perzsa jobbszárnyat Hormuzan, a centrum jobb oldalát Jalinus, bal oldalát Beerzan, a balszárnyat Mihran vezette. Maga Rostam a folyó nyugati partjának közelében egy baldachinos emelvényen foglalt helyet a centrum jobb oldala mögött, ahonnan jól láthatta a csatateret. Az ő oldalán lengedezett a Szászánidák lobogója is. Rostam bizonyára futárszolgálatot is szervezett a csatatér és a főváros, Ktésziphón között a hírek továbbítására.

### Az arabok
A moszlim fősereg 636 júliusában vonult Sharafból Kadiszijához. Miután tábort vertek, megszervezték a védelmet és biztosították a folyónál a hídfőket. Szaad ezután portyázó csapatokat küldött ki a vidékre. Szaad folyamatosan tartotta a kapcsolatot Omár kalifával, kinek részletes jelentéseket küldött a terület földrajzi jellemzőiről, ahol az arab sereg táborozott, továbbá a Medina és Kadiszija közötti területekről, valamint arról a vidékről, ahol a perzsák koncentrálták az erőiket. Így Omár közvetlenül részt vett a hadműveletek stratégiájának a kialakításában. Ekkor az arab hadsereg kb. 25 000 főből állt, beleértve a 7000 fős lovasságot is. Létszáma a Szíriából érkező erősítésnek és a helyi arab szövetségeseknek – melyek főleg keresztény arabokból álltak – köszönhetően emelkedett 30 000 főre. Szaad isiázban szenvedett és forradások borították az egész testét. A régi királyi palotában Kadiszija mellett foglalt helyet, ahonnan közvetlenül irányíthatta a hadműveleteket és jó kilátás nyílt a csatatérre is. Szárnysegédének Khalid ibn Arfatah-ot nevezte ki, aki időről időre a csatatérre vitte a parancsait. Az arab gyalogság négy hadtestből állt, melyekhez saját lovasság is tartozott tartalékba helyezve az ellentámadáshoz. A hadtestek között 150 méteres távolság volt. Az egész hadsereg törzsi és klán alapon szervezett volt, hogy minden katona a rokona és jó ismerőse mellett harcolhasson. A hadsereg főparancsnoka ugyan Szaad ibn abi Vakkász volt, de betegsége miatt nem tudott a csatában személyesen részt venni, s ezért ott Khalid ibn Arfatah helyettesítette. A muzulmánok balszárnyának Shurahbeel ibn As-Samt, a centrum bal oldalának Asim ibn Amr, jobb oldalának Zuhra ibn Al-Hawiyya és a jobbszárnynak Abdullah ibn Al-Mutim volt a parancsnoka. A jobbszárny lovasságát Jareer ibn Abdullah a centrum jobb oldalának lovasságát Athath ibn Qais vezette. A többi lovassági parancsnok neve nem ismert.

### Fegyverzet és felszerelés
Az arab sisakok aranyozottak voltak, hasonlóan a perzsák ezüstözött sisakjaihoz. Páncélt mindkét fél használt az arc, a nyak védelmére vagy sisakrostélyt vagy egy sisak alatt viselt fémsapkát alkalmazva. A korai muzulmán katonák nehéz bőrszandált hordtak hasonlót a tipikus római szandálokhoz. A felszereléshez tartozott a keményített, bőr pikkelyekből vagy fém lamellákból készült páncél. A gyalogos katonák erősebb fegyverekkel rendelkeztetek, mint a lovasok. Páncélinget, magas fa vagy fonott pajzsot és hosszú nyelű lándzsát használtak. A gyalogsági lándzsa hossza, hasonlóan a lovasságéhoz kb. 2,5 métertől 5,5 méterig terjedt. A gyalogság által használt kardok hasonlóak voltak a rómaiak által alkalmazott rövid gyalogsági fegyverhez, a gladiushoz. A perzsák rendelkeztek egy hosszabb karddal is. Mindkét típusú kard egy vállon átvetett kardszíjon lógott. Az íjak a híres angol hosszúíjakhoz hasonlóan, nem megfeszített állapotban kb. 2 méter magasak voltak és úgy 150 méteres távolságra lehetett lőni velük hatékonyan. A korai muzulmán íjászok gyalogos katonák voltak és nagyon eredményesnek bizonyultak a szemben álló lovasság ellen. A perzsa fronton bevetett csapatok könnyű fegyverzetűek voltak a bizánciak ellen felállított sereggel összehasonlítva.

## A csata
A 25 000 fős muszlim sereg 636 júliusa óta táborozott Kadiszijánál. Omar megparancsolta Szaadnak, hogy küldjön megbízottakat III. Jazdagirdhez és a perzsa főparancsnokhoz, Rostam Farrokhzadhoz, kérve őket, hogy térjenek át az iszlám hitre. A következő három hónap a perzsák és az arabok közötti alkudozással telt. Ezt a késleltető taktikát alkalmazta Omár, mert Szíriában küszöbön állt az összecsapás a bizánciakkal és nem akart egyidejűleg mindkét nagyhatalommal harcolni. Mindkét fronton elszenvedett vereség esetén a muszlim birodalom ugyanis megbénult volna, mivel a rendelkezésére álló teljes embererő a hadseregben szolgált. Szaad követséget küldött a perzsa udvarba Omár kalifa utasítása szerint azzal, hogy a perzsa uralkodó térjen át az iszlámra vagy egyezzen bele az adófizetésbe. Az arab küldöttséget An-Numan ibn Muqarrin vezette Ktésziphonba és ott találkoztak III. Jazdagirddel. A küldetés sikertelenül végződött. A monda szerint a tárgyalások során III. Jazdagird, hogy megalázza az arabokat, megparancsolta a szolgáinak, hogy egy földdel teli kosarat tegyenek a küldöttség egyik tagjának, Asim ibn Amrnak a fejére. Ezt az optimista arab a következő szavakkal illette: „Gratulálunk! Az ellenség önként lemondott a területéről a javunkra (utalva a kosár földre).
Mivel a helyzet a szíriai hadszíntéren kedvezően alakult, Omár leállíttatta az alkudozást, és ez megadta a jelet a perzsák elleni harc megindítására. Rostam Farrokzad, aki Sabatnál, Kadiszija mögött táborozott, hajlott arra, hogy elkerüljék a fegyveres küzdelmet, ezért még egyszer megkísérelte a béketárgyalások megnyitását. Omár üzenetet küldött Rabi bin Amirnak és később Mughirah bin Zurarahnak, hogy folytassák a tárgyalásokat. Az alkudozások sikertelensége után azonban már mindkét fél készen állt az összecsapásra. Időközben az arabok értesültek a bizánciak elleni győzelmükről Jarmúknál, 636 augusztusában.

### Az első nap

A perzsa balszárny támadása az első napon

A perzsa jobbszárny támadása

Az arab balszárny ellentámadása

636. november 16-án hajnalban Rostam parancsára a perzsa hadsereg átkelt a két sereg között lévő csatornán. Rostam maga is páncélt öltött és magához vette a fegyvereit. A szemben álló két sereg között a távolság kb. 500 méter volt. A muzulmánok arcvonala északkeleti irányba nézett, míg a Szászánidáké délnyugatra, hátukban a folyóval. A csata személyes párviadalokkal kezdődött. Az arab mubarizun katonák előre léptettek és párbajokat kezdtek, melyekben mindkét seregből sokan elestek. A muzulmán krónikák szerint több, hősies párbaj zajlott le az arab és perzsa parancsnokok között. Ezeknek a párbajoknak az volt a célja, hogy az ellenség harci morálját csökkentse a parancsnokok megölése által amennyire ez csak lehetséges. Rostam, hogy még több parancsnokának elvesztését megelőzze a párbajokban, parancsot adott a perzsa balszárnynak a muzulmán jobbszárny elleni támadásra.
A perzsa támadás erős nyílzáporral indult, ami jelentős veszteségeket okozott az arab jobbszárnyon. Ezután az elefántok indultak rohamra. Az arab jobbszárny parancsnoka, Abdullah ibn Al-mutim ekkor parancsot adott Jareer ibn Abdullahnak, hogy az arab jobbszárny lovasságával mérjen csapást a perzsák elefántos hadtestére. Jareer rohamot intézett a felfejlődő elefántok ellen. Az arab lovasságot azonban feltartóztatta a perzsa nehézlovasság, s a támadó elefántok szétszórták az arab lovasságot, s így védtelenül maradt az arabok gyalogsága, ami a támadó elefántok elől elkezdett visszavonulni. Szaad ekkor parancsot küldött Ath’ath ibn Qaisnak, a lovasság parancsnokának a jobbszárnyon, hogy állítsa meg a perzsa lovasság támadását. Ath’ath megindult, hogy megerősítse a jobbszárnyat és ellentámadást indítson a Szászánidák balszárnya ellen. Közben Szaad parancsot adott Zuhra ibn Al-Hawaiyyanak, aki az arab centrum jobb oldalának parancsnoka volt, hogy küldjön gyalogos ezredet a jobbszárny lovasságának megerősítésére. Továbbá kiküldött egy lovas csapatot Hammal ibn Malik vezetésével, segíteni a lovassági ellentámadást a jobbszárnyon. Így a perzsa balszárny az arab centrum jobb oldaláról jövő gyalogsággal megerősített arab jobbszárny frontális támadása és a centrum jobb oldalának lovassága által megerősített arab jobbszárny lovasságának oldaltámadása alá került.
Rostam érzékelve a megkezdődő támadás visszaverését, megparancsolta a Jalinus vezette jobbközépnek és a Hormuzan vezette jobbszárnynak az elefántok újbóli bevetését. Az arab balszárny és balközép először az íjászok erős támadásának, majd a perzsa jobbszárny és jobbközép rohamának volt kitéve. Aztán az elefántok támadása következett még egyszer. A muzulmánok lovassága a balszárnyon és a balközépen az elefántok támadásától pánikba esett és menekülni kezdett az elefántok és a perzsa nehézlovasság együttes akciójának következtében. Szaad üzenetet küldött a balközép parancsnokának, Asim ibn Amrnak, hogy győzze le az elefántokat. Asim elgondolása az volt, hogy az elefántokon lévő íjászokat megsemmisíti oly módon, hogy az elefántok hátán lévő nyergek hevedereit a muzulmán gyalogos katonák elvágják, s ekkor a perzsák visszavonják az elefántjaikat. Ezután pedig lehetővé válik egy arab ellentámadás. Asim tehát megparancsolta a saját íjászainak, hogy öljék meg az elefántokon lévő harcosokat, a gyalogság pedig vágja el a hevedereket, s az arabok balszárnya cselekedjen ugyanígy. A taktika bevált, mert a perzsák az elefántokat tényleg visszavonták a frontvonal mögé, s megindult az arab gyalogság ellentámadása középen, a lovasságé a szárnyakról. A Szászánida hadsereg centrumának jobb oldala visszavonult, amit követett a jobbszárny. Délutánra a perzsák támadását a moszlim balszárnyon és a centrum bal oldalán visszaverték. Szaad ekkor elrendelte az ellentámadást, hogy kihasználja a csatában bekövetkezett kedvező fordulatot. Az arab sereg egyszerre lendült támadásba. Az arab lovasság a szárnyakról teljes erővel rohamozott. Ezek az ismétlődő támadások egészen a sötétedésig folytatódtak. Ez a harcmodor „Karr wa farr” néven vált ismertté. Az arab támadást végül is Rostam visszaverte, aki maga is belevetette magát a küzdelembe és azt állította, hogy több sebet is kapott a harcban. A harcok a sötétség beálltával abbamaradtak. Mindkét oldal jelentős veszteségekkel zárta a napot. A moszlim krónikákban a csata első napját, mint „a zűrzavar napja” említik.

### A második nap

Általános támadások a teljes arcvonalon

November 17-én, hasonlóan az előző naphoz, Szaad elhatározta, hogy a napot a mubarizunokkal – az arab hadsereg elit katonával, párbajhőseivel – indított támadással kezdi, hogy a lehető legnagyobb mértékben rombolja a perzsák harci kedvét. Ezen a napon nem voltak elefántok, mivel vagy megsebesültek, vagy a nyergeiket kellett javítani. Miközben a két hadsereg katonái között zajlottak a párbajok, megérkezett az erősítés az arabokhoz Szíriából. Először az előőrs jött Qa’qa ibn Amr vezetésével, majd követte őket a fősereg Hashim ibn Utbah-hal, Szaad unokatestvérével az élén. Qa’qa az előőrsöt több, kisebb csapatra osztotta fel és azt parancsolta nekik, hogy a csatateret egymást követően érjék el, hogy minél nagyobb erősítés megérkezésének látszatát keltsék. Hashim ugyanígy tett és így az új csapatok egész nap érkeztek, ami demoralizálta a perzsákat. Qa’qa ibn Amr a testvére volt Asim ibn Amr-nak, aki a muzulmán centrum balszárnyának volt a parancsnoka. Qa’qa ibn Amr a jarmúki csata veteránja volt és szolgált Khalid alatt az iraki invázió során.
Qa’qa azon a véleményen volt, hogy ezen a napon párharcban meg kell ölni Bahman tábornokot, aki a hídi csatában a perzsákat vezette és Beerzant, aki a perzsa centrum balszárnyának a parancsnoka volt. E napon a perzsa haderőben ott sem voltak elefántok, ezért Szaad ki akarta ezt az előnyt aknázni, hogy valamilyen áttörést érjen el, ha lehetséges. Elrendelte az általános támadást. Mind a négy muzulmán hadtest előrelendült, de a Szászánidák serege szilárdan állta a meg-megismétlődő rohamokat és minden támadást visszavert. Ezalatt Qa’qa egy fortélyos dolgot eszelt ki. A tevéket álcázták és azok úgy néztek ki mintha különös szörnyek lennének. Ezek a „szörnyek” indultak meg a perzsákkal szemben, ezt látván a perzsák lovai megfordultak és elfutottak. A Szászánida sereg lovasságánál keletkezett zűrzavar a perzsa gyalogságot is sebezhetővé tette a perzsa centrum balszárnyán. Szaad a támadások fokozására adott parancsot. Qa’qa ibn Amr, aki a Szászánida parancsnok, Rostam megölését tervezte, a mubarizunok egy csapatával a szíriai kontingensből, ami a jarmúki csata veteránjaiból állt, keresztül vágott a perzsa centrum jobb oldalán Rostam főhadiszállásának irányában. Rostam ekkor ismét személyesen ellentámadást vezetett a moszlimok ellen, és az arab áttörés meghiúsult. Sötétedéskor mindkét sereg visszavonult a saját táborába.

### A harmadik nap

Véres összecsapások a 3. napon

November 18-án megkezdődött a csata harmadik napja. Rostam gyors győzelmet akart és nem várt további erősítésre. Az elefántos hadtest még egyszer a Szászánida-sereg első vonalában volt, ami a Szászánidák előnyére változtatta meg a helyzetet. Ezt a fejleményt felismerve, Rostam a teljes moszlim frontvonal ellen általános támadást rendelt el, felhasználva ehhez a teljes haderejét. Mind a négy perzsa hadtest előrenyomult és behatolt a muzulmánok sorai közé. A perzsa támadás nyíl- és dárdazáporral kezdődött. A moszlimok nagy veszteségeket szenvedtek, amíg az íjászaik visszavágtak. A perzsák elefántjai még egyszer rohamra indultak a gyalogság és a lovasság támogatásával. Az elefántok közeledtére a muzulmán lovasság elbátortalanodott és ez zavart okozott az arabok soraiban. A perzsák fokozták a támadást és a muzulmánok visszaszorultak. A perzsa roham következtében keletkezett résen keresztül, Rostam egy lovas csapatot küldött a régi palota elfoglalására, ahol az arab sereg főparancsnoka, Szaad állomásozott. Rostam terve az volt, hogy az arab fővezér megölésével vagy fogságba ejtésével demoralizálja a muzulmán sereget.
A helyet azonban egy erős, arab lovas csapat védte és elűzte a perzsa lovasságot. Szaad számára az egyetlen lehetőség a csata megnyerésére az maradt, hogy csapást mérjen a perzsák elefántos hadtestére, ami a legnagyobb pusztítást okozta az arab sorokban. Ezért parancsot adott az elefántok megvakítására és ormányaik levágására, hogy ily módon győzzék le a perzsák legerősebb csapatát. Hosszú harc után a muzulmánoknak végül sikerült az elefántok megcsonkításával a perzsákat visszaszorítani. A megrémült elefántok keresztül gázoltak a perzsák sorain és a folyóba gázoltak. Hamarosan nem maradt egyetlen elefánt sem a csatatéren. Az elefántok menekülése hatalmas zavart okozott a perzsák között. Ezt érzékelve, Szaad általános támadást rendelt el és a két hadsereg ismét összecsapott. Az arabok sorozatos rohamai ellenére a Szászánida-sereg tartotta az állásait. Az arabok ekkor – mivel az elefántok már távol voltak – ismét bevetették a szörnyeknek álcázott tevéket. A csel azonban nem vált be, a perzsa lovasság szilárdan tartotta magát. A csata harmadik napja volt a háború legkeményebb napja. Mindkét fél súlyos veszteségeket szenvedett, a csatateret ellepték az elesett harcosok holttestei. A harcok éjszaka is folytatódtak, egészen pirkadatig. A seregek a holdfényben – annak ellenére, hogy a három napi harcban már kimerültek – tovább folytatták a csatát. A harcot mindkét fél a végső kifáradásig folytatta. Szaad célja az volt, hogy kifárassza a perzsákat és így ragadja el tőlük a győzelmet.

### A negyedik nap

Hadmozdulatok a 4. napon

A perzsa visszavonulás

636. november 19-én napfelkeltekor a harcok abbamaradtak, de a csata még mindig nem dőlt el. Qaqa, a muzulmán csapatok tábori parancsnoka, Szaad hozzájárulásával újabb erőfeszítésre ösztönözte az embereit a következőkkel:
„Ha még egy órát vagy többet tovább harcolunk, legyőzzük az ellenséget. Ha még egy kísérletet tesztek, a tiétek lesz a győzelem.”
Erre a moszlim balközép Qaqa vezetésével előre nyomult és megtámadta a perzsa jobbközepet, amit az arabok általános támadása követett. A perzsákat meglepte a csata újrakezdése. A Szászánida-sereg balszárnya és balközepe meghátrált. Qaqa most mubarizuns csoportját ismét a perzsa balközép ellen vezette és nemsokára áttörte a perzsák centrumát.
Az arabok nekirontottak a perzsa főparancsnokságnak és megölték Rostamot, a perzsa sereg fővezérét. A perzsák nem tudtak Rostam haláláról és tovább harcoltak. A Szászánida jobbszárny Hormuzan parancsnoksága alatt ellentámadásba ment át és visszafoglalta az elvesztett állásait, a muzulmán balszárny pedig visszavonult eredeti pozíciójába. A moszlim balközép Qaqa vezetésével szintén visszatért kiindulási helyére miután megtagadta a balszárny támogatását. A csata egy kis ideig még folytatódott. Szaad most általános támadást rendelt el a Szászánidák vonala ellen, hogy elűzze a perzsákat és demoralizálja őket karizmatikus vezetőjük elvesztése. Délután a muszlimok egy újabb támadást indítottak.
Ekkora a perzsák már tudomást szereztek főparancsnokuk megöléséről. A Szászánida-front annak ellenére, hogy heroikus ellenállást tanúsított, összeomlott. A perzsa sereg egyik része mégis rendezetten visszavonult, másik része azonban pánikszerűen menekült a folyó felé. A maradék perzsa had parancsnokságát ekkor Jalinus vette át. Ellenőrzése alatt tartotta a hídfőállást és sikerült neki a perzsák nagy tömegét összegyűjteni és átvinni a hídon. A kadiszijai csata végetért, a mohamedánok megszerezték a győzelmet. Az arabok 7500 halottjával szemben a perzsák legkevesebb 20000 embert vesztettek. Szaad lovas csapatokat küldött ki a menekülő perzsák üldözésére, akiket vagy megöltek, vagy fogságba ejtettek. A perzsák kemény ellenállása miatt azonban sokan súlyos sebesüléseket szereztek az üldözők közül is.

## Következmények
A csatából az arabok óriási zsákmányra tettek szert, közte a nevezetes, gyémántokkal díszített királyi lobogóra (Derafs Káviáni), amit később feldaraboltak és a darabokat Medinába vitték. Az arab harcosok mint kadiszijai hősök nagy tiszteletet élveztek az iraki arab telepesek és a fontos helyőrség, Kufa lakói között. Mihelyt a csata végetért, Szaad értesítette a győzelemről Omárt. A kadiszijai csata megrendítette a Szászánida uralom alapjait Irakban, de ez még nem jelentette a perzsa hatalom végét. Amíg a perzsák tartották a fővárosukat, Ktésziphónt, addig mindig fennállt a veszély, hogy egy alkalmas pillanatban megkísérlik visszaszerezni, amit elveszítettek és kiűzik az arabokat Irakból. Ezért Omár kalifa arra ösztönözte Szaadot, hogy a kadiszijai csata után nyomuljon előre Ktésziphon felé és foglalja el. Ktésziphon ostroma két hónapig tartott és a várost végül az arabok 637 márciusában vették be. A muzulmán seregek a perzsa tartományokat Húzisztánig elfoglalták, bár a hódítást lassította a 638. évi aszály Arábiában és a nagy szárazság 639-ben Irak déli részén és Szíriában. Ezután Omár kalifa le akarta állítani a további területszerzést és a még el nem foglalt országrészt a perzsáknak akarta meghagyni, ezért a következő üzenetet küldte csapatainak: „Azt óhajtom, hogy a perzsák és a közöttünk lévő tűzhegy ne legyen se a miénk és se az övék.”

A Derafs Káviáni, a Szászánida Birodalom (Éránsáhr) legendás királyi zászlaja. Rekonstrukció.

De a perzsák másképp gondolták. A Szászánidák birodalmi büszkeségét országuk meghódítása megsebezte. Nem tudtak belenyugodni, hogy a földjüket elfoglalták az arabok és folytatták a harcot az elvesztett területek visszaszerzéséért. Így egy nagyobb perzsa ellentámadás vezetett 641 decemberében a nihávandi csatához. Ezután következett be a Szászánida Perzsia egésze elleni arab invázió. Az utolsó perzsa uralkodót, III. Jazdagirdet 653-ban, Oszmán kalifa uralkodása alatt megölték, s halálával végleg megdőlt a Szászánidák uralma.

## Fordítás
- Ez a szócikk részben vagy egészben  a   Battle of al-Qādisiyyah című angol Wikipédia-szócikk fordításán alapul.  Az eredeti cikk szerkesztőit annak laptörténete sorolja fel. Ez a jelzés csupán a megfogalmazás eredetét és a szerzői jogokat jelzi, nem szolgál a cikkben szereplő információk forrásmegjelöléseként. 2009.09.18-i állapot.